# Flughafen Pantnagar

i8
i11
i13
Der ca. 233 m hoch gelegene Flughafen Pantnagar (englisch Pantnagar Airport) ist ein nationaler Flughafen ca. 3 km (Fahrtstrecke) nordwestlich der Universitätsstadt Pantnagar im Bundesstaat Uttarakhand im Norden Indiens.

## Geschichte
Bis zum Jahr 2008 gab es nur ein Flugfeld; danach begannen die ersten Linienflüge nach Delhi, die jedoch inzwischen wieder eingestellt wurden. Im Jahr 2020 wurde ein Ausbau des Flughafens angekündigt.

## Verbindungen
Derzeit finden nur einmal tägliche Linienflüge nach Dehradun statt.

## Sonstiges
- Betreiber des Flughafens ist die Airports Authority of India.
- Es gibt eine Start-/Landebahn mit 1372 m Länge und ILS-Ausstattung.